# Liste der Monuments historiques in Saint-Jean-d’Angély
Die Liste der Monuments historiques in Saint-Jean-d’Angély führt die Monuments historiques in der französischen Gemeinde Saint-Jean-d’Angély auf.

## Liste der Bauwerke
| Bezeichnung                         | Beschreibung                                                                                         | Standort                         | Kennzeichnung | Schutzstatus     | Datum     | Bild           |
| ----------------------------------- | --- | -------------------------------- | ------------- | ---------------- | --------- | -------------- |
| Ehemalige Abtei Saint-Jean-Baptiste | 14. sowie 17. und 18. Jahrhundert                                                                    | (Lage)                           | PA00105178    | Classé Inscrit   | 1985      | weitere Bilder |
| Fontaine du Pilori                  | Renaissancebrunnen, 1548, 1819 vom Château de Brizambourg transloziert                               | (Lage)                           | PA00105180    | Classé           | 1892      | weitere Bilder |
| Ehemaliges Hôtel de l’Échevinage    | Ende des 13. Jahrhunderts                                                                            | Rue de l’Echevinage (Lage)       | PA00105181    | Inscrit          | 1925      | weitere Bilder |
| Hôtel de Hausen                     | 18. Jahrhundert                                                                                      | (Lage)                           | PA00105182    | Inscrit          | 1942      |                |
| Haus                                | Fachwerkhaus, 16. Jahrhundert                                                                        | 5/7, rue Grosse-Horloge (Lage)   | PA00105183    | Inscrit          | 1943      |                |
| Haus                                | Fachwerkhaus, 16. Jahrhundert                                                                        | 22/24, rue Grosse-Horloge (Lage) | PA00105184    | Inscrit          | 1943      | weitere Bilder |
| Haus                                | 18. Jahrhundert                                                                                      | 2, rue Tour-Ronde (Lage)         | PA00105185    | Inscrit          | 1949      | weitere Bilder |
| Haus                                | Fachwerkhaus, 16. Jahrhundert                                                                        | 6, rue de Verdun (Lage)          | PA00105186    | Inscrit          | 1943      |                |
| Uhrenturm                           | Ende des 13. Jahrhunderts                                                                            | (Lage)                           | PA00105187    | Classé           | 1892      | weitere Bilder |
| Cinema l’Eden                       | Art-déco-Kino, 1931, von André Guillon entworfen; 2014 durch Brand zerstört, verändert rekonstruiert | 45, boulevard Joseph Lair (Lage) | PA00105179    | Inscrit gelöscht | 1984 2015 | weitere Bilder |

## Liste der Objekte
Zum Verständnis siehe: Kirchenausstattung
- Monuments historiques (Objekte) in Saint-Jean-d’Angély in der Base Palissy des französischen Kultusministeriums